# Był sobie dzieciak
Był sobie dzieciak (tytuł roboczy:  Taniec śmierci. Sceny z powstania warszawskiego) – polski dramat wojenny z 2013 roku opowiadający historię młodego chłopaka, który ze względu na powstanie warszawskie musi szybciej stać się dorosłym.

## Fabuła
Akcja filmu rozgrywa się w 1944 roku w Polsce w trakcie powstania warszawskiego. Marek (Rafał Fudalej) to młody poeta, niedoszły maturzysta, który w warunkach wojennych musi dojrzeć i dorosnąć znacznie szybciej, niż gdyby sprawy szły zwykłym trybem. Pod wpływem fascynującej go, przypadkowo poznanej kobiety (Magdalena Cielecka) staje przed wyborami i musi zdefiniować w praktyce pojęcia takie jak lojalność, przynależność narodowa, wierność.

## Obsada
| Aktor               | Rola              |
| ------------------- | ----------------- |
| Rafał Fudalej       | Marek             |
| Magdalena Cielecka  | Irena             |
| Eryk Lubos          | Ukrainiec Jowa    |
| Sonia Bohosiewicz   | Helcia            |
| Piotr Głowacki      | Hans              |
| Mirosław Zbrojewicz | Uli               |
| Andrzej Mastalerz   | Ojciec Marka      |
| Małgorzata Sadowska | Matka Marka       |
| Magdalena Kuta      | kobieta w piwnicy |